# Rubén Espinosa Becerril
Rubén Manuel Espinosa Becerril (Ciudad de México, 29 de noviembre de 1983-Ciudad de México, 31 de julio de 2015) fue un fotógrafo y periodista mexicano de la revista Proceso, especialista en la cobertura de protestas sociales e investigación sobre la corrupción del poder y su relación con el narcotráfico, trabajo por el que recibió múltiples amenazas, y de las que él culpaba directamente al gobernador del Estado de Veracruz, Javier Duarte.
Fue asesinado en un departamento de la colonia Narvarte de la Ciudad de México el 31 de julio de 2015 junto con cuatro mujeres: la activista social Nadia Vera Pérez, la maquillista Yesenia Quiroz Alfaro, oriunda de Mexicali; Mile Virginia Martin, una ciudadana colombiana y Alejandra Negrete Avilés, empleada doméstica del edificio en que falleció. Los cinco mostraban marcas de tortura y habían sido rematados de un disparo.

## Biografía
Rubén Manuel Espinosa Becerril nace el 29 de noviembre de 1983 en la Ciudad de México, pasa sus primeros años en el barrio de Tacubaya donde comienza a tener contacto con las artes visuales al formar parte del colectivo CHS. Fotógrafo y periodista autodidacta, comenzó a trabajar en la Ciudad de México en la agencia fotográfica Eklipse Photo. Posteriormente se trasladó a la ciudad de Veracruz, donde trabajó para El Golfo Info.[cita requerida]. Dos años después, se mudó a la ciudad capital del estado de Veracruz en donde prestaba sus servicios en diferentes medios de comunicación local y en medios nacionales como Cuartoscuro y la revista Proceso.
En 2009 fue contratado como fotógrafo por Javier Duarte durante su campaña como candidato para gobernador del PRI, y posteriormente lo hizo para Elizabeth Morales, alcaldesa de Xalapa. Por su postura crítica sobre la violencia contra los periodistas en ese estado dejó de trabajar en ese sector.
Trabajando para la revista Proceso y Cuartoscuro, se especializó en movimientos sociales y comenzó a denunciar abierta y públicamente los crímenes contra los periodistas, entre ellos, el asesinato de su compañera en Proceso Regina Martínez Pérez. Rubén adoptó un papel muy activo en defensa del esclarecimiento de estos asesinatos y tomó numerosas imágenes comprometedoras para el poder del estado. El 14 de septiembre de 2013, mientras documentaba un violento desalojo de maestros y alumnos en la Universidad Veracruzana, Rubén y otros compañeros de profesión fueron agredidos por las fuerzas de seguridad del estado y se les obligó, sin éxito, a eliminar las imágenes de sus equipos digitales.
De su autoría fue una foto del gobernador Javier Duarte aparecida en la portada de la edición 1946 de la revista Proceso (editada el 15 de febrero de 2014) que molestó especialmente al gobernador por su mirada rencorosa y desafiante.
El 9 de junio de 2015 se autoexilió: salió del estado de Veracruz y regresó a su ciudad natal, la Ciudad de México, debido a amenazas de muerte en su contra, en que varias personas lo intimidaron con la frase: «Bájale o te va a pasar lo mismo que a Regina», en referencia a la periodista de la misma revista para la que él trabajaba quien fue asesinada tres años antes.
El viernes 31 de julio desapareció, según sus allegados. El domingo 2 de agosto la policía encontró su cuerpo junto con el de cuatro mujeres, la activista Nadia Vera, la modelo Mile Virginia Martín, la maquillista Yesenia Quiroz y la trabajadora doméstica Olivia Alejandra Negrete, en un departamento de la colonia Narvarte. Todos recibieron impactos por arma de fuego y, en varios casos, los peritajes demostraron actos de tortura en contra de las víctimas.
El 3 de agosto fue enterrado en el Panteón Civil de Dolores.
A mediados de agosto de 2015 cientos de intelectuales, artistas y periodistas de todo el mundo firmaron una carta publicada en el PEN America Center exigiendo al presidente de México, Enrique Peña Nieto el esclarecimiento inmediato de su asesinato. Entre las firmas estaban Alfonso Cuarón, Guillermo del Toro y Gael García Bernal; los intelectuales Sergio Aguayo, Paul Auster, Noam Chomsky y la premio Pulitzer Alejandra Xanic Von Bertrab.

## Investigación
En la investigación del denominado "caso Navarte" el proceso judicial restó importancia a la posibilidad de que su asesinato estuviera relacionado con su trabajo como fotoreportero y las amenazas recibidas por parte del gobierno del estado de Veracruz, de Javier Duarte, dándose mayor relevancia a la hipótesis de que se trató de un asalto relacionado con el tráfico de drogas. Se criminalizó a las víctimas en función de su nacionalidad, de su sexo y de su oficio. Se manejó la posibilidad de que el narcotráfico de Colombia estuviese vinculado y se filtraron a diversos medios periodísticos imágenes y datos que legalmente debían permanecer secretos; se declaró información que resultó ser falsa.
A casi diez años del multifeminicidio y el homicidio en la Colonia Narvarte, tres autores materiales han sido condenados, pero sigue sin aclararse el motivo del crimen. Además, las familias de las víctimas y las organizaciones que les acompañan han aportado pruebas a la Fiscalía General de Justicia de la Ciudad de México del involucramiento de al menos tres personas más en el crimen, y una red de diez personas que estuvieron en comunicación previa y posteriormente a los hechos. Dicha información no ha sido investigado por dicha autoridad.